# Cinema (biograf, Göteborg)
Plaza, biograf på Östra Hamngatan 37 i Göteborg, som öppnade 3 september 1941 och stängde 1968. Under namnet Scala hade biografen öppnat 1 januari 1922 och stängt 1 juli 1941. Från 15 augusti 1968 gick den under namnet Cinema, tills den slutliga stängningen 29 mars 1987.